# إداماميه
إداماميه أو فول الإداماميه، هو فول صويا غير ناضج في غلافه الأخضر مُحضر بطريقة معينة ويشيع استخدامه في المطبخ الصيني، والياباني، والكوري، ومطبخ هاواي. يُحضر الإداماميه عن طريق غلي فول الصويا غير الناضج الكامل أو إنضاجه على البخار ويُقدم مع الملح. وفي اليابان عادةً ما يُترك في ماء به نسبة 4% من الملح فلا يصبح لونه أخضر زاهيًا ولا يُقدم مع الملح. يُشار إلى حبات الفول عندما تُخرج من الغلاف الأخضر بكلمة «موكيماميه» في بعض الأحيان. وتعود كلمة «إداماميه» إلى عام 1275، حيث وُجد استخدامها في رسالة امتنان كتبها الراهب الياباني نيشرين إلى أحد أتباعه يشكره على هدية «الإداماميه» التي تركها له في المعبد. ويعد هذا أول استخدام موثق بالكتابة للكلمة.